# Ziarnojadek łuskowany
Ziarnojadek łuskowany, ziarnojadek wyspowy (Sporophila bouvronides) – gatunek małego ptaka z rodziny tanagrowatych (Thraupidae). Występuje w północnej i północno-środkowej części Ameryki Południowej. Nie jest zagrożony.

## Systematyka
Gatunek ten jako pierwszy opisał René Lesson w 1831 roku. Czasami takson ten bywał uznawany za podgatunek ziarnojadka wąsatego (S. lineola). Część autorów uznaje ten gatunek za monotypowy, ale niektórzy wyróżniają dwa podgatunki: S. b. bouvronides (Lesson, 1831) i S. b. restricta Todd, 1917. Proponowany podgatunek restricta znany jest wyłącznie z pojedynczego okazu pozyskanego w dolinie rzeki Magdalena w Kolumbii.

## Morfologia
Niewielki ptak o silnym dziobie i czarnych oczach. Samce mają czarną głowę z dużymi białymi wąsami, szaroczarny grzbiet, skrzydła i ogon oraz biały brzuch. Samice są oliwkowobrązowe na grzbiecie i bladożółtawe w spodniej części ciała, mają matowy żółtawy dziób. Są identyczne jak samice ziarnojadka wąsatego i w zasadzie nie ma możliwości ich rozróżnienia w terenie, chyba że towarzyszą im samce.
Długość ciała 10–11 cm; masa ciała 8–11 g.

## Zasięg występowania
Ziarnojadek łuskowany w sezonie lęgowym występuje w pasie od północnej Kolumbii przez zachodnią, środkową i północną Wenezuelę, Trynidad i Tobago, Gujanę, Surinam, Gujanę Francuską oraz skrajnie północną Brazylię. Występuje do wysokości 900 m n.p.m. Część populacji jest osiadła, ale większość poza sezonem lęgowym migruje na południe, po północną i zachodnią brazylijską Amazonię, wschodni Ekwador, Peru i północną Boliwię. Zabłąkane osobniki spotykano też w Panamie.

## Ekologia
Jego głównym habitatem są otwarte bagna i rozległe łąki z wysokimi trawami, często w sąsiedztwie wody. Często jest spotykany w stadach. Żywi się ziarnami traw.

## Status i ochrona
W Czerwonej księdze gatunków zagrożonych IUCN ziarnojadek łuskowany od 1988 roku klasyfikowany jest jako gatunek najmniejszej troski (LC, Least Concern). Liczebność populacji nie została oszacowana, ale ptak ten opisywany jest jako „dość pospolity”. Ze względu na brak istotnych zagrożeń i dowodów na spadki liczebności organizacja BirdLife International uznaje trend liczebności populacji za prawdopodobnie stabilny.